# Jesper Hansen (strzelec)
Jesper Hansen (ur. 19 listopada 1980 w Bjergsted) – duński strzelec sportowy, medalista olimpijski.

## Życiorys
Urodził się w 1980 roku. Strzelectwo zaczął trenować w 1994 roku, a dwa lata później po raz pierwszy wystartował w zawodach międzynarodowych. W 2012 roku wziął udział w Letnich Igrzyskach Olimpijskich, gdzie w konkurencji skeet zajął 26. miejsce. W 2013 roku wygrał Mistrzostwa Świata w Limie. Na Igrzyskach Olimpijskich 2016 w Rio de Janeiro ponownie wystartował w skeetcie, gdzie ostatecznie zajął 5. miejsce. W 2021 roku po raz trzeci wystartował na Letnich Igrzyskach Olimpijskich, gdzie w konkurencji skeet zdobył srebrny medal.